# Antena long wire
Long wire (także random wire, z ang. „długi drut”) – rodzaj niesymetrycznej anteny drutowej. Jest to jedna z najstarszych, najprostszych, a przy tym najbardziej znanych anten. Anteny tego typu są używana głównie przez krótkofalowców jako anteny odbiorcze fal długich, średnich i krótkich, jak również anteny nadawcze dla nadajników małej mocy.

## Budowa
Antena ta jest utworzona z jednego przewodu zawieszonego w wolnej przestrzeni. Jest ona zazwyczaj uważana za antenę „kompromisową” – w zależności od warunków i możliwości może mieć różną wysokość zawieszenia nad ziemią, kształt ułożenia, a także odległość od innych obiektów. Z tego względu stosuje się ją tam, gdzie nie ma możliwości powieszenia np. anteny dipolowej. Anteny tego typu powinny być o długości co najmniej 1/4 długości fali radiowej, najlepiej gdy jest to więcej jedną długość fali. Odpowiednie obliczenia pokazują, że na pasma od 160 metrów do 10 metrów, bez pasm WARC, optymalna długość anteny to około 41 metrów.

### Uziemienie
Wymaga ona posiadania dobrego uziemienia o jak najniższej impedancji i jak najkrótszego przewodu uziemiającego, gdyż ma to bardzo istotny wpływ na efektywność anteny, a nawet bezpieczeństwo jej używania. W przypadku nieodpowiedniego uziemienia antena może powodować duże interferencje, powodujące zakłócenia w sprzęcie RTV, natomiast przy wyższych mocach na zaciskach uziemienia powstające napięcie wysokich częstotliwości może być groźne dla operatora. W przypadku uziemienia o długości λ/4 lub jej parzystej wielokrotności impedancja anteny rośnie do dużych wartości, więc uziemienie może być praktycznie bezużyteczne. Przy braku dobrego punktu uziemienia można użyć odpowiednich przeciwwag.

### Przeciwwagi
Alternatywą dla uziemienia mogą być niepołączone z ziemią przeciwwagi o długości co najmniej λ/4 dla każdego pasma. Jednakże w przypadku braku możliwości dołączenia wielu przeciwwag nawet jedna może poprawić warunki pracy anteny. Jeśli jednak antenę o długości λ/4 połączymy z ćwierćfalową przeciwwagą, to zamieni ona się w nietypowy dipol prosty.

## Charakterystyka
Charakterystyka promieniowania anteny long wire silnie zależy od długości anteny, wysokości zawieszenia, odległości od obiektów i kształtu jej ułożenia. Wraz ze wzrostem długości anteny obniża się jej kąt promieniowania.
Impedancja wyjściowa zmienia się w zakresie od kilkudziesięciu do kilku tysięcy omów, głównie w zależności od jej długości oraz uziemienia. W związku z tym antena ta najczęściej wymaga posiadania tzw. skrzynek antenowych w celu odpowiedniego dopasowania impedancji anteny do impedancji transceivera (zazwyczaj 50 omów). Często w celu obniżenia, zazwyczaj wysokiej, oporności falowej stosowane są także niesymetryczne transformatory impedancji (un-un, z ang. unbalanced-unbalanced).
Jedną z odmian long wire jest odbiorcza antena Beverage'a, która posiada na końcu obciążenie w postaci rezystora bezindukcyjnego.